# Хюмашах Султан
Хюмашах-султан (осман. هوما شاه سلطانة, тур. Hümaşah Sultan; 1543/1544, Маніса — 1574 або 1595?, Стамбул) — єдина дитина шехзаде Мехмеда; одна з двох улюблених онучок султана Сулеймана I і Хюррем-султан (інша була дочка Міхрімах султан — Айше Хюмашах султан).

## Біографія
Хюмашах народилася в Манісі і була єдиною дитиною шехзаде Мехмеда та його наложниці Аї-хатун . Точна дата нарождення невідома: Ентоні Олдерсон датує її народження 1543 роком, а Йилмаз Озтуна — 1544 роком; таким чином Хюмашах могла бути посмертною донькою шехзаде Мехмеда. Незабаром після смерти батька Хюмашах була відправлена разом з матір'ю в султанський палац в Стамбул.
Уперше вийшла заміж в 1566/1567 році за Ферхата Мехмеда-пашу(1526—1575). До одруження із Хюмашах-султан Ферхат Мехмед-паша був агою яничар, а потім санджакбеєм Кастамону. Перед весіллям отримав пост візира. Їм із дружиною була виділена ділянка на території Старого палацу (побудованого Мехмедом), де вони побудували для себе палац неподалік мечеті султана Баязида. За словами Пічовий, Ферхат, "маючи прекрасний почерк, переписував копії Благородного Корану і продавав їх за хорошою ціною. Він заповів зробити ритуал поховання його тіла з цих благословенних грошей. Один з Шляхетних Мусхаф, написаних його рукою, донині зберігається в гробниці покійного Султана Баязида". У них народилися четверо синів і п'ять дочок.
Після смерті Ферхата Мехмеда-паші 25 серпня 1575 року Хюмашах пішла за Лалу Мустафу-пашу. У цьому шлюбі народився один син.
Після смерті Лала Мустафи-паші в 1581 році втретє віддалася за Газі Мехмеда-пашу (? -1592), брата Ібрагіма-паші.

## Смерть
Померла в Стамбулі. Час смерті точно не відомо. За версією Мехмеда Сюреї, Хюмашах померла в правління Мурада III (1574-1595); Йилмаз Озтуна вказує датою смерті 1582 год. Похована в мечеті Шехзаде в тюрбе батька.

## Сім'я
Чоловіки:
1. Мехмед Ферхат Паша
  - султанзаде Мустафа бей (1569-1593) — санджакбей Белграда, каліграф. Мав сина Сулейман-бея, який помер в 1655 році.
  - султанзаде Осман бей (1571-1626) — санджакбей Болу.
  - султанзаде Ібрагім бей (? — загинув у 1601/2) — бейлербей. Мав сина Мустафу-пашу (народився в Боснії, помер у 1636 році), який служив мюдеррісом (вченим), потім бейлербеєм.
  - султанзаде Хюсни-бей
  - Фатьма Ханим Султан (1567 — 29 червня 1588) — була одружена з санджакбеєм Кастамону і бейлербеєм Шехрізора Мехмед-беєм (пом. 1586), від якого народила сина Хаджі-пашу, який служив бейлербеєм Сарухану.
  - 4 дочки, чиї імена невідомі
2. Лала Мустафа Паша
  - султанзаде Абдулбакі-бей
3. Газі Мехмет-паша